# 프란츠 리스트
프란츠 리스트(독일어: Franz Liszt, 1811년 10월 22일 ~ 1886년 7월 31일) 또는 리스트 페렌츠(헝가리어: Liszt Ferenc)는 헝가리의 피아니스트이자 낭만주의 시대를 대표하는 작곡가이다. 그는 60년이 넘는 기간 동안 폭넓은 작품을 남겼으며, 당대 가장 다작한 작곡가 중 한 명으로 꼽힌다. 그의 피아노 작품들은 오늘날에도 널리 연주되고 녹음되고 있다.
리스트는 어린 시절부터 콘서트 피아니스트로 성공을 거두었으며, 카를 체르니와 안토니오 살리에리에게 음악을 배웠고, 이후 1830~1840년대 유럽 전역을 순회하며 연주하면서 더욱 명성을 얻었으며, 탁월한 연주 기술뿐만 아니라 뛰어난 외모로도 유명해졌다. 파리에 가서는 훌륭한 연주가로 인정받아 "피아노의 왕"이라 불리었으며, 이 별칭은 오늘날까지도 리스트를 의미하는 명칭으로 자리잡았다. 그의 인기는 당대의 다른 비르투오소들이 경험하지 못한 수준으로 폭발적이었으며, "리스트마니아(Lisztomania)"라는 일종의 사회현상으로도 불리게 되었다. 그는 피아니스트로서 단순한 연주자의 경지를 넘어, 대중적 스타로서의 명성을 누린 최초의 음악가로 평가된다.
이 시기와 이후의 삶에서 리스트는 엑토르 베를리오즈, 프레데리크 쇼팽, 로베르트 슈만, 클라라 슈만, 리하르트 바그너 등 당대 작곡가들의 친구이자 음악적 후원자였고, 스타 연주자로서 그들의 음악을 널리 알리는 데 기여한 인물이었다. 또한 "트랜스크립션(transcription)"과 "패러프레이즈(paraphrase)"라는 용어를 만들어 사용하였으며, 동시대 작곡가들의 작품을 편곡하여 연주함으로써 그들의 음악을 대중화하는 역할을 했다.
리스트는 리하르트 바그너와 함께 신독일악파의 대표적 인물로, 이들은 "낭만주의 전쟁"이라 불리는 음악적 논쟁 속에서 표제 음악과 화성적 실험을 발전시키는 데 앞장섰다.
일생 동안 수백 명의 제자들에게 피아노 연주를 가르쳤으며, 이들 중 다수는 훗날 저명한 연주자가 되었다. 또한, 당대와 후대의 음악가들에게 깊은 영향을 미쳤으며, 20세기 음악 사조를 예견하는 요소를 포함한 다양한 작품을 남겼다.
교향시와 단악장 소나타를 최초로 작곡했다. 가장 유명한 작품 중에서는 <메피스토 왈츠>, <헝가리 광시곡>, <사랑의 꿈 3번 >, <라 캄파넬라>, 등이 있다. 리스트만의 특별한 기교들과 표현들이 이 곡들에 들어있다. 헝가리 광시곡 2번을 예를 들어 옥타브를 치면서 다른 음을 연타하는 기교가 있다.

## 생애

### 어린 시절

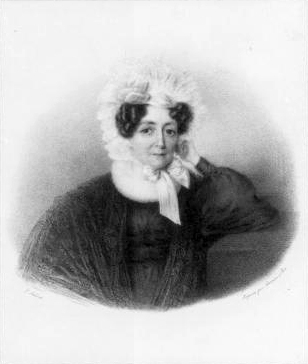
프란츠 리스트의 어머니 안나 리스

리스트는 1811년 10월 22일, 안나 리스트와 아담 리스트의 아들로 헝가리의 라이딩 근처의 한 마을에서 태어났다. 리스트의 아버지는 피아노, 첼로, 바이올린과 기타를 연주했다. 그리고 에스테르하지 2세 공작의 궁정음악가여서 하이든, 훔멜, 베토벤 등의 작곡가들과 친분이 있었다. 후에 리스트가 훌륭한 피아니스트들에게 피아노를 가르침 받을 수 있던 이유였다. 어머니도 여러 악기를 다룰 수 있었다고 한다.
리스트는 일곱살 때 아버지에게 처음 피아노를 배우기 시작했고, 금방 천재적 재능을 보였다. 아홉살 때에는 쇼프론에서 연주회를 갖기도 하였는데, 리스트의 재능을 본 사람들로부터 재정적인 후원을 받아 빈으로 갔다.
그곳에서 리스트는 베토벤과 훔멜의 제자였던 카를 체르니로부터 피아노 레슨을 받았다. 그는 또한 당시 비엔나 궁정의 음악 감독이었던 페르디난도 파에르와 안토니오 살리에리로부터 작곡 수업을 받았다. 리스트는 1822년 12월 1일 빈에서 열린 란트스텐디셔 살 콘서트에서 정식으로 데뷔한다. 곧 오스트리아와 헝가리의 귀족 사회에서 환영을 받았고, 베토벤과 슈베르트도 만났다. 1823년 봄, 1년간의 휴가가 끝나자, 아담 리스트는 에스테르하지 공작에게 2년을 더 달라고 했지만 좌절되었고, 아담은 궁정음악가직을 내려놓는다. 1823년 4월 말, 가족은 헝가리로 돌아온 뒤 1823년 5월 말, 다시 한번 비엔나로 여행을 떠나 다시는 돌아오지 않았다.
1823년 말에서 1824년 초, 리스트의 첫 번째 작품인 《디아벨리의 왈츠 변주곡》(S. 147)이 《조국의 예술가 연맹Vaterländischer Künstlerverein》 2권에서 변주곡 24로 처음 출판된다. 이 선집은 안톤 디아벨리의 의뢰로 50명의 작곡가들에 의한 디아벨리 주제의 50개의 변주곡을 담고 있다. 1권은 베토벤의 같은 주제에 대한 33개 디아벨리 변주곡으로, 현재 베토벤 Op. 120으로 따로 더 잘 알려져 있다. 당시 11세였던 리스트는 스승이자 마찬가지로 같은 프로젝트에 참여했던 체르니의 제안으로 참가하였으며, 해당 프로젝트에 참여한 유일한 어린이 작곡가였다.

### 파리에서의 청소년기
1827년 아버지 아담 리스트가 세상을 떠나 리스트는 큰 충격을 받았으며, 잠시 성직자가 되고 싶다는 희망을 비쳤다. 리스트는 파리로 이사했고, 이후 5년 동안 작은 아파트에서 어머니와 함께 살았다. 연주여행은 더 이상 다닐 수 없었으며 생활비를 벌기 위해 종종 이른 아침부터 밤 늦게까지 피아노와 작곡을 가르쳤다. 도시 전역에 레슨생들이 흩어져 있었기 때문에 자주 먼 거리를 이동해야 했다. 이 때 흡연과 음주를 시작했다. 이듬해 리스트는 샤를 10세의 상업장관 피에르 드 생크릭의 딸인 카롤랭 드 생크릭과 사랑에 빠졌다. 그러나 피에르 드 생크릭의 반대로 이 관계는 오래 가지 못하고 끊어진다.
리스트는 실연의 충격으로 마비를 겪을 정도로 매우 큰 고통을 겪었으며, 죽어버리겠다는 말이 잘못 전해져 파리 신문에 부고문이 실리기도 한다. 이 즈음 인생에 회의감을 품고 종교적으로도 혼란한 시기를 겪는다. 리스트는 다시 성직자가 되고 싶어했지만 이번에는 어머니에 의해 만류되었다. 리스트는 영적인 아버지 역할을 한 라멘나 수도원장과 많은 대화를 나누었으며, 이후 생시몽주의자들에게 그를 소개해준 독일 태생의 바이올리니스트 크레티엥 위앙(Chrétien Urhan, 1790-1845)과도 많은 토론을 했다. 우르한은 반고전적이고 매우 주관적인 곡들을 몇 편 썼는데, 어린 리스트의 음악적 낭만주의에 대한 취향에 영향을 준 것으로도 여겨진다. 우르한의 슈베르트를 진지하게 호평한 점 역시 리스트가 평생동안 슈베르트의 음악을 좋아한 데 영향을 준 것으로 여겨진다.
이 기간 동안 리스트는 일반 교육의 부족을 극복하기 위해 많은 책을 읽었고, 곧 빅토르 위고, 알퐁스 드 라마르틴, 하인리히 하이네 등 당대의 주요 작가들 및 예술가들과 접촉하게 되었다. 리스트는 이즈음 몇 년 동안 거의 아무것도 작곡하지 않았다. 그럼에도 불구하고 1830년 7월 혁명은 그에게 "영광스러운 3일"의 사건을 바탕으로 한 혁명 교향곡의 초안을 작성하는데 영감을 주었다. 리스트는 자신을 둘러싼 사건들에 더 많은 관심을 가졌다. 1830년 12월 4일에는 엑토르 베를리오즈와 친분을 형성한다. 베를리오즈의 음악은 리스트에게 강한 인상을 남겼는데, 특히 관현악곡을 작곡할 때 베를리오즈로의 악마적인 스타일을 물려받았다.
리스트는 이외에도 로베르트 슈만, 장차 그의 사위가 되는 리하르트 바그너 등의 당대의 음악가들과 화가 앵그르, 동화작가 한스 크리스티안 안데르센 등과도 친분을 다졌다. 이후 연주 활동을 하면서 특히 작곡에 힘을 쏟아 많은 피아노곡을 발표하였다. 《12개의 연습곡》을 더 어렵게 편곡한 것도 15세의 일이다.

### 파가니니

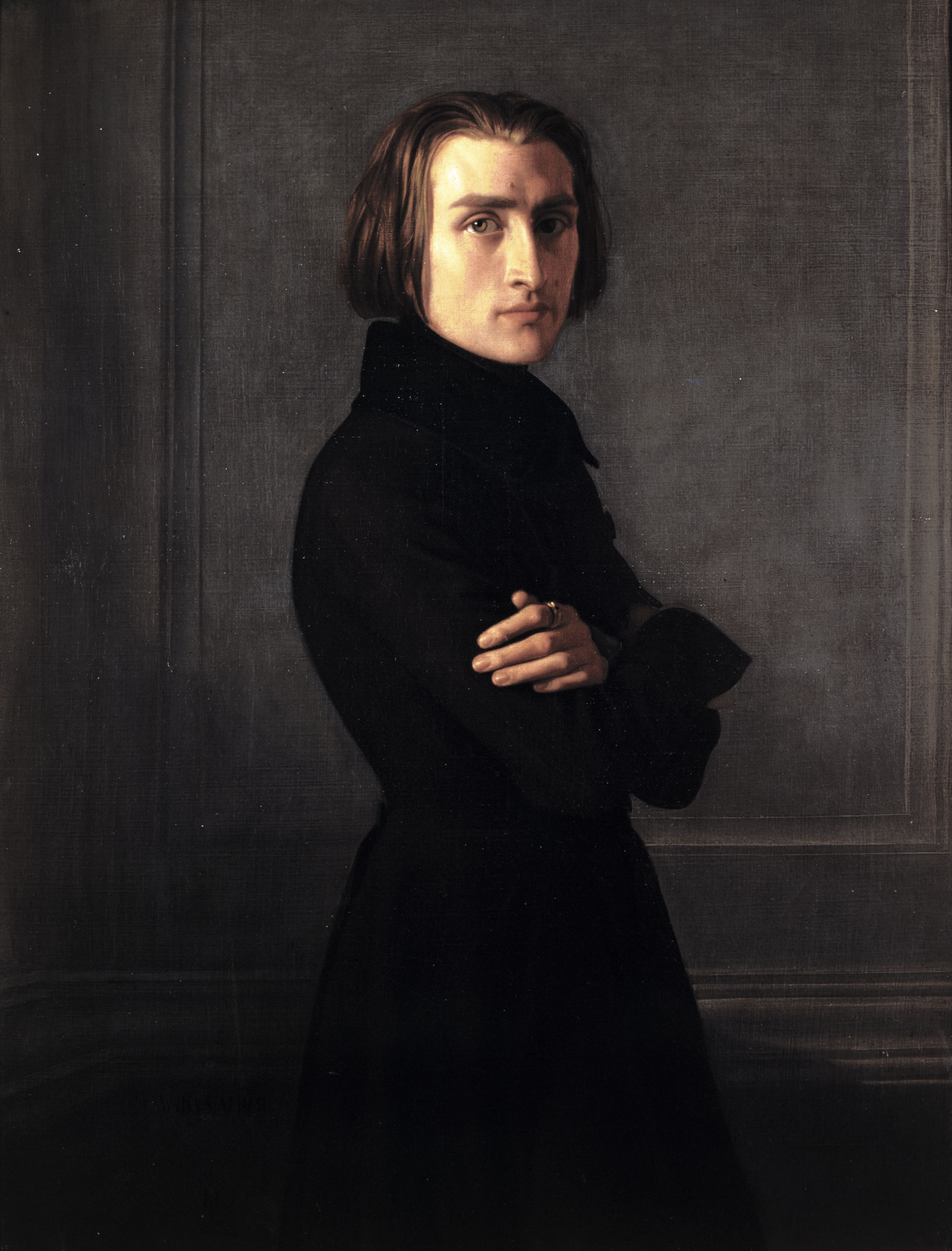
앙리 레만이 그린 프란츠 리스트의 초상화, 1839년

1832년 4월 20일, 니콜로 파가니니에 의해 개최된 파리 콜레라 희생자들을 위한 자선 콘서트를 관람한 뒤, 리스트는 파가니니가 바이올린에서 거장이었던 것처럼 자기가  피아노에서 거장이 되기로 결심했다. 1830년대 파리는 피아노 연주가들의 일종의 광장과도 같았다. 지기스문트 탈베르크와 알렉산더 드라이쇼크와 같은 몇몇 연주자들은 "세 손 연주 효과"나 옥타브처럼 피아노 연주 기술에 초점을 맞추었다. 이들은 이후 피아노 연주에 있어 (서커스의) 날아다니는 공중그네 학파라고 불리기도 했지만, 또한 피아노 기법의 가장 다루기 힘든 문제들 중 일부를 해결하여 일반적인 연주 수준을 이전에는 상상할 수 없었던 높이로 높였다. 파리에 모여있던 피아니스트들 중 리스트만의 가장 돋보이는 능력은 당시 배양된 모든 종류의 피아노 연주 기법을 마스터한 것이다.
1833년에는 《환상교향곡》을 포함한 베를리오즈의 여러 작품을 필사했다. 그의 주요 동기는 가난에 허덕이는 베를리오즈를 돕는 것이었다. 리스트는 필사본을 출판하는 데 드는 비용을 부담했고 악보를 대중화하는 데 도움을 주기 위해 여러 번 연주회를 가졌다. 또한 리스트는 프레데리크 쇼팽과의 우정도 점점 쌓아가고 있었다.

### 바이마르에서
1847년 리스트는 키예프에서 카펠마이스터로 일하였다. 이 시기 리스트는 자인-비트겐슈타인 (Sayn-Wittgenstein) 공작부인과 깊은 사랑에 빠져 다구 백작부인과 헤어졌다. 피아노 공연보다는 작곡에 주력할 것을 권한 사람도 공작부인이었다. 두 사람은 결혼하려 했으나, 교황청과 비오 9세는 리스트와 공작부인의 결혼을 승낙하지 않았다. 이유는 전 남편 자인 비트겐슈타인 공작과 러시아 황제 니콜라이 1세의 압력 때문이었다. 자인 비트겐슈타인은 아직 살아 있었으며 정작 3년전 재혼했고 아버지가 러시아 황제의 부관이었던 유력 가문의 사람이었으며 니콜라이 1세는 리스트의 피아노 연주회에서 리스트의 연주 도중 수다를 떨다 리스트에게 망신을 당한 적이 있었기 때문에 그의 대한 앙금이 있었다. 리스트는 1861년 로마로 옮겨갔다. 1865년 리스트는 예전의 희망대로 로마 가톨릭 성직자가 되어 교회음악 작곡에 헌신했다.
1869년부터 리스트는 로마, 바이마르, 부다페스트를 돌아다니며 공연을 했다. 같은 해 리스트의 딸 코지마가 바그너와 결혼하면서 개신교로 개종하자 리스트는 몇 년 동안이나 코지마와 연락을 하지 않았다.
1876년부터 죽기 전까지 리스트는 헝가리 부다페스트에서 음악을 가르쳐 바인가르트너, 실로티, 자우어 등의 명인을 배출하였다.
1886년 7월 31일 리스트는 영국을 거쳐 프랑스로 최후 연주 여행을 가던 도중에 감기에 걸렸는데 이것이 폐렴이 되어 둘째 딸 코지마의 품에 안겨 세상을 떠났다.

## 별명
리스트는 별명이 많다. 최고의 기교를 가진 역사상 최고의 피아니스트로서 "피아노의 왕", "피아노의 신"이라고 불리기도 하고, 파가니니의 영향을 크게 받았다 해서 "피아노의 파가니니"라고 불리기도 한다. 또한 "교향시의 창시자"라고 불리기도 하고 일본에서는 "피아노의 마술사"라는 별명으로 자주 불리기도 한다. 이 별명들 중 가장 넓게 사용되는 별명은 "피아노의 왕"으로, 리스트가 프랑스 파리로 이주한 후 17세쯤 파리에서 피아노 연주를 한 후 연주를 들은 사람들이 리스트에게 찬사를 보내며 붙여줬다고 한다.

## 악기

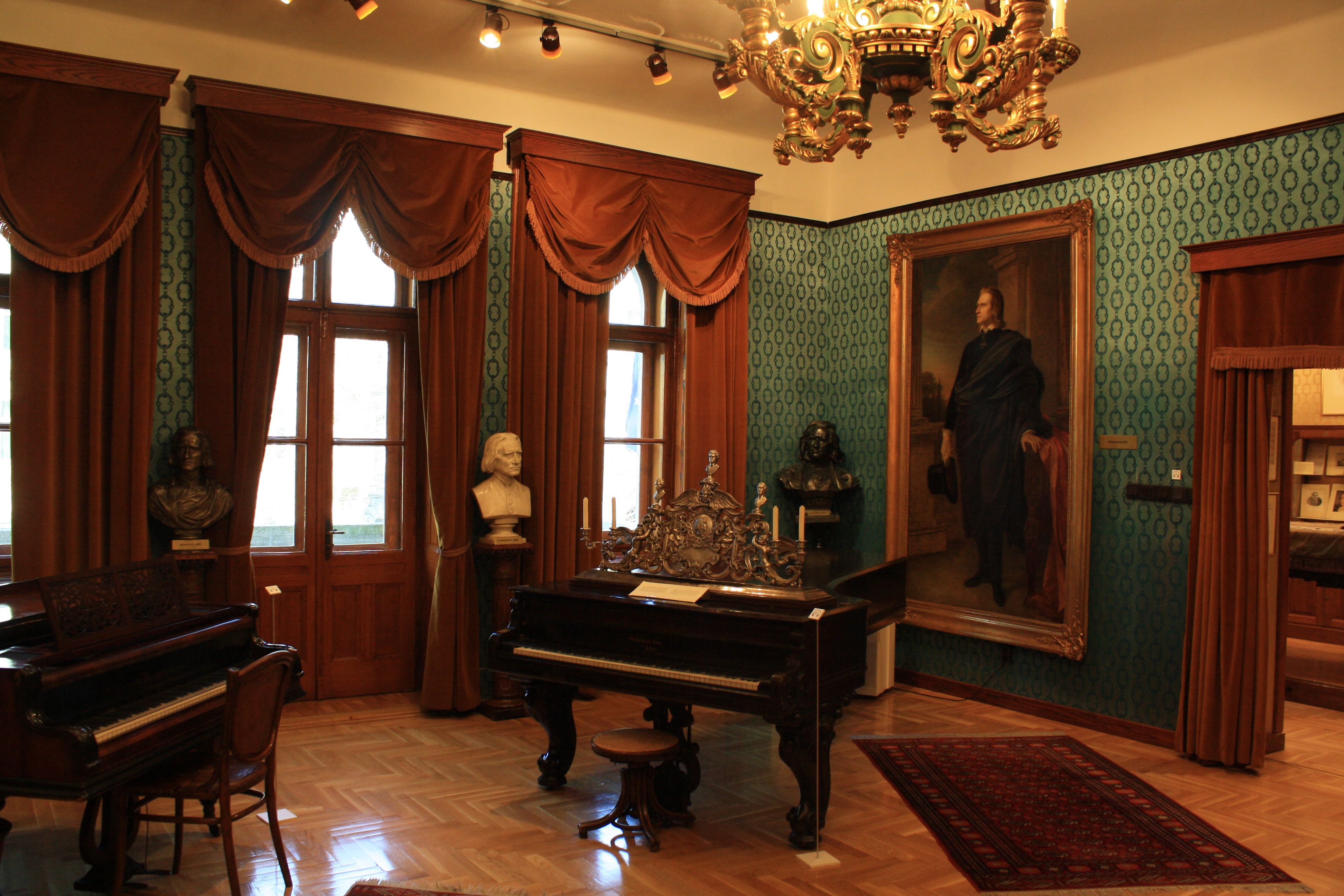
부다페스트의 아파트에 있는 리스트의 피아노

리스트는 바이마르에서 에라르, 알렉상드르 "피아노오르간", 벡스타인 피아노, 베토벤이 사용했던 브로드우드 그랜드피아노, 보이셀로트 피아노를 사용했다. 리스트는 포르투갈 투어에서 보이셀로트 피아노를 사용했고, 이후 1847년 키예프와 오데사를 방문했을 때에도 사용했다고 알려져 있다. 리스트는 바이마르에 있는 빌라 알텐부르크 저택에 피아노를 보관했다. 1862년에는 이 피아노에 대해 자비에르 보이셀로트에게 보낸 편지에서 "과거, 현재, 미래의 음악 속 격렬한 전투에 의해 건반이 거의 다 닳았지만, 악기를 바꾸는 것에는 동의하지 않을 것이다. 좋아하는 직장 동료로서 내 인생이 끝날 때까지 보관할 것이다"라고 적었다. 이 피아노는 현재 연주가 가능한 상태는 아니다. 2011년 현대 건축가인 폴 맥널티가 클래식 스티프퉁 바이마르(Klassik Stiftung Weimar)의 주문에 따라 현재 리스트의 악기 옆에 전시되어 있는 보이셀롯 피아노의 복사본을 만들었다.

## 작품
그는 19세기의 대표적인 피아노 연주가이자 작곡가로, 그의 기교는 피아노에 오케스트라의 색채를 가미해서 생기가 넘치도록 한 데에 있다. 프로코피에프가 "피아노는 타악기다"라는 특성 속에 곡을 작곡했다면, 리스트는 "피아노는 그 자체로 오케스트라다"라는 특성 속에 오케스트라의 모든 악기들을 피아노 한 대로 동시에 표현할 수 있는, 그러면서 동시에 피아노라는 악기의 장점들을 극대화하는 세세한 표현과 기교의 극한을 추구하였다. 대표적으로 그의 베토벤 교향곡 피아노 편곡, 베를리오즈 교향곡 피아노 편곡, 바그너의 탄호이저 서곡 피아노 편곡, 대연주회용 독주곡 등을 예로 들 수 있다.
피아노 뿐만이 아니라 낭만파 시대 대표적인 작곡가 중 한 명으로서 신낭만파에 속하고 교향시를 창시하여 음악에 문학적 요소를 도입하고 자유스러운 화성을 사용하여 큰 영향을 주었다. 그 작곡의 수는 매우 많고, 그 평가는 오늘에 있어서 각각 다르나, symphonic poem의 형식의 완성, 또 근대적 색채의 관현악법의 일면을 개척한 것은 동일하게 인정받고 있다.
또한 인상주의 특징의 피아노 곡들을 작곡하여 인상주의를 시작했다고 보기도 하며, 이후의 모리스 라벨과 클로드 드뷔시에게 큰 영향을 미치기도 했다. 후기에는 무조성의 실험적인 곡들을 작곡하는 등 피아노 역사에서 가장 중요한 인물 중의 한 명이다.

#### 저서
- 《내 친구 쇼팽》(이세진 역, 포노, 2016). 한국어판. 쇼팽 사후 처음 출간된 쇼팽 전기.

## 같이 보기
- 프란츠 리스트의 패러프레이즈와 편곡 작품 목록

## 주해
1. ↑  1823년 4월 13일 두 번째 콘서트에서 베토벤은 리스트의 이마에 입을 맞췄다. 리스트 본인이 말년에 이 이야기를 했지만, 다른 날짜의 일이었을수도 있다고 본다. 리스트는 이를 일종의 예술적 세례와 동일시했다.(Searle, 11:29).

## 참고 문헌
- Demko Miroslav: Franz Liszt compositeur Slovaque, L´Age d´Homme, Suisse, 2003.
- 말콤 헤이스, 《리스트, 그 삶과 음악》(김형수 역, 포노, 2015). ISBN 978-89-93818-74-1